# Denean Howard-Hill
Denean Howard (Estados Unidos, 5 de octubre de 1964) es una atleta estadounidense, especializada en la prueba de 4x400 m en la que llegó a ser campeona olímpica en 1984.

## Carrera deportiva
En los JJ. OO. de Los Ángeles 1984 ganó la medalla de oro en los 4x400 metros, por delante de Canadá y Alemania Occidental.
En el Mundial de Roma 1987 ganó la medalla de bronce en los relevos 4x400 metros, con un tiempo de 3:21.04 segundos, tras Alemania del Este y la Unión Soviética, siendo sus compañeras de equipo: Diane Dixon, Valerie Brisco y Lillie Leatherwood.